# Николаеску, Серджиу
Серджиу Флорин Николаеску (рум. Sergiu Florin Nicolaescu; 13 апреля 1930 — 3 января 2013) — румынский режиссёр, сценарист и актёр.

## Биография
Серджиу Николаеску родился 13 апреля 1930 года в Румынии в Тыргу-Жиу. В возрасте пяти лет переехал с родителями в город Тимишоара. В 1952 году окончил механический факультет Бухарестского политехнического института. В 1954 году покинул должность инженера оптического завода. Его творческая деятельность в кинематографии началась с постановки сценариев и режиссирования научно-популярных фильмов. Уже его первый короткометражный фильм — «Обыкновенная весна» (1962) — был удостоен международной премии. Следом, в этом же году, вышла в свет и другая короткометражная работа — «Память роз», которая также не осталась незамеченной. В 1967 году появляется лента «Даки», в которой Серджиу Николаеску, вероятно, предложил публике задуматься о парадоксальной истории румынского народа — потомка даков и римлян — непримиримых врагов. Далее он обратился к «индейской» теме, экранизировав роман Купера «Следопыт». В 1970 году режиссёр вновь обратился к исторической тематике, сняв картину «Михай Храбрый». Это был лучший коммерческий проект румынской кинематографии. Позже Серджиу Николаеску занялся «лёгким» жанром, снимая «гангстерские» фильмы, поставив целую серию картин о комиссаре Тудоре Микловане, где сам сыграл главную роль — «Чистыми руками» (1972), «Последний патрон» (1973), «Комиссар полиции обвиняет». Как водится, актёру, столь успешно вошедшему в роль народного кумира, следует из неё столь же успешно выйти. Такие попытки были неоднократны, но 1978 году, поддавшись зрительскому напору, ему придётся «воскресить» «погибшего» ранее комиссара Миклована, чтобы тот смог рассчитаться со своим главным врагом в боевике «Реванш» («Revansa»). Но за эту уступку Серджиу Николаеску пришлось заплатить. Он убивает в финале «Реванша» сына комиссара. И это ещё не предел, — спустя несколько лет, в 1981 на экраны выходит «Комиссар полиции и Малыш» («Дуэль») действие которого происходит в середине тридцатых, ещё до событий, изложенных в фильме «Комиссар полиции обвиняет».
Окончательно же все фильмы о Микловане и Михае Романе, поставленные не только Серджиу Николаеску, но и другими режиссёрами, сложились в сериал, состоящий из картин: «Комиссар полиции и Малыш», «Комиссар полиции обвиняет», «Реванш», «Чистыми руками», «Последний патрон», «Заговор», «Трудный путь на Типперари», «Капкан». В 2008 году режиссёр ещё раз воскрешает своего любимого персонажа в фильме «Оставшийся в живых».
В 1985 году он представляет свой фильм «Ringul» («Жестокий ринг» в русском прокате) на 14-й Московский Международный кинофестиваль. Для съёмок в этом фильме Николаеску проводил очень интенсивные тренировки по боксу с экс-чемпионом Европы. Интенсивность этих тренировок можно сравнить с тренировками олимпийской команды Румынии, проходившими параллельно в это время. Николаеску на момент съемок было 50 лет. В ежегодном голосовании журнала «Советский экран» в этом году фильм занял второе место после польского «Ва-банк» Ю. Махульского.
На XV Международном кинофоруме «Золотой витязь» (2006) художественный фильм Сержиу Николаеску «15» о событиях румынской революции 1989 года был удостоен приза «Серебряный витязь».
В 1989 году Серджиу Николаеску принимал активное участие в свержении диктатуры президента Чаушеску. В 1992 году был избран сенатором в Румынский Парламент. Также был вице-президентом комитета по культуре, искусству и средствам массовой информации. До июня 2001 года он был членом Партии социальной демократии Румынии («PDSR»), а после, — Социал-демократической партии («PSD»). С ноября 2000 года он — вице-председатель сенатской комиссии по культуре, искусству и СМИ, член комиссии по обороне, общественному порядку и национальной безопасности. Также входил в состав делегации парламента Румынии в Парламентской ассамблее Организации по безопасности и сотрудничеству в Европе.
Серджиу Николаеску — автор нескольких книг о Румынской революции 1989 года.
В январе 2008 года он дважды перенёс операцию на мозге как последствие травмы. Ему было 78 лет. Врачи не давали ему шансов на успех, потому что на момент первой операции он был полностью парализован. Ему пришлось учиться ходить, говорить и писать заново, и он с успехом всё преодолел после трёх месяцев напряжённых упражнений для тела и мозга. Тем не менее, после этих операций он резко изменился, по его словам: он почувствовал, сколько ему лет, изменилось и поведение — он стал более нетерпеливым и раздражительным. В последние годы проблемы со здоровьем осложнили ему жизнь. Но он всё равно продолжал снимать, сниматься и планировать новые фильмы. Его огромная страсть к режиссёрству осталась неизменной до конца жизни. По мнению специалистов в области кино, такое явление редко для людей в его возрасте.
28 декабря 2012 года Николаеску был прооперирован по поводу перитонита. После операции начались осложнения, связанные с преклонным возрастом пациента, и в 20:20 по бухарестскому времени 3 января 2013 года в больнице скорой помощи «Elias» в Бухаресте Серджиу умер.
5 января 2013 года его тело кремировали согласно его собственному желанию.

## Личная жизнь
Был трижды женат и никогда не имел детей, что было его главным сожалением в жизни. Но он говорил, что его дети — его фильмы, по ним его будут помнить.

## Фильмография
| Год  |   | Русское название                    | Оригинальное название                   | Роль                                                     |
| ---- | - | ----------------------------------- | --------------------------------------- | -------------------------------------------------------- |
| 1959 | ф | Устрицы никогда не говорят          | Scoicile n-au vorbit niciodata          | режиссёр                                                 |
| 1962 | ф | Обыкновенная весна                  | Primavara obisnuita                     | режиссёр                                                 |
| 1962 | ф | Память роз                          | Memoria trandafirului                   | режиссёр                                                 |
| 1965 | ф | Урок бесконечности                  | Lectie in infinit                       | режиссёр                                                 |
| 1967 | ф | Даки                                | Dacii                                   | режиссёр, актёр (римский солдат Маркус)                  |
| 1968 | ф | Битва за Рим                        | Kampf um Rom I                          | второй режиссёр                                          |
| 1968 | ф | Кожаный чулок                       | Ciorap de piele                         | режиссёр                                                 |
| 1968 | ф | Последний из Могикан                | Ultimul mohican                         | режиссёр с Жаном Древилем                                |
| 1968 | ф | Приключения на берегах Онтарио      | Lacul din Ontario                       | режиссёр с Жаном Древилем                                |
| 1968 | ф | Прерия                              | Preeria                                 | режиссёр                                                 |
| 1969 | ф | Битва за Рим 2                      | Kampf um Rom II                         | второй режиссёр                                          |
| 1969 | ф | Зверобой                            | Vinatorul de cerbi                      | режиссёр                                                 |
| 1971 | ф | Михай Храбрый                       | Mihai Viteazul                          | режиссёр, актёр (Селим-бей)                              |
| 1972 | ф | Тогда я приговорил их всех к смерти | Atunci i-am condamnat pe toţi la moarte | режиссёр, сценарист, актёр (полковник фон Экк)           |
| 1972 | ф | Чистыми руками                      | Cu mâinile curate                       | режиссёр, актёр (комиссар Тудор Миклован)                |
| 1972 | ф | Морской волк                        | Lupul mărilor                           | режиссёр, актёр (капитан Раффи)                          |
| 1972 | ф | Любовь начинается в пятницу         | Dragostea incepe vineri                 | актёр (Conf. univ. Mihai Visan                           |
| 1972 | ф | Месть                               | Răzbunarea                              | режиссёрCapitanul Raffy / Hall                           |
| 1973 | ф | Последний патрон                    | Ultimul cartuş                          | режиссёр, актёр (комиссар Тудор Миклован)                |
| 1973 | ф | Феликс и Отилия                     | Felix şi Otilia                         | актёр (помещик Леонид Паскалополь)                       |
| 1973 | ф | Конопатый                           | Pistruiatul                             | актёр (Андрей)                                           |
| 1974 | ф | Комиссар полиции обвиняет           | Un comisar acuză                        | режиссёр, сценарист, актёр (комиссар Тудор Миклован)     |
| 1974 | ф | Бессмертные                         | Nemuritorii                             | режиссёр, сценарист, актёр (капитан Андрей)              |
| 1974 | ф | Август в огне                       | Un august in flacari                    |                                                          |
| 1974 | ф | Два года каникул                    | Deux annees de vacances                 |                                                          |
| 1975 | ф | Остров сокровищ                     | Insula comorilor                        | режиссёр                                                 |
| 1975 | ф | Пираты Тихого океана                | Piraţii din Pacific                     | режиссёр                                                 |
| 1975 | ф | Горячие дни                         | Zile fierbinţi                          | режиссёр, актёр (начальник верфи Михай Коман)            |
| 1975 | ф |                                     | Patima                                  | consilier artistic                                       |
| 1975 | ф | Зов золота                          | Chemarea aurului                        |                                                          |
| 1976 | ф | Всегда виновен (Кара)               | Osânda                                  | режиссёр, сценарист, актёр (прокурор Мариан)             |
| 1976 | ф |                                     | Roşcovanul                              | режиссёр, актёр (охранник)                               |
| 1976 | ф | Авария (Несчастный случай)          | Accident                                | режиссёр, актёр (майор Петря)                            |
| 1977 | ф | За Родину (Война за независимость)  | Pentru patrie (Razboiul Independentei)  | режиссёр, сценарист, актёр (князь Кароль)                |
| 1975 | ф | Золотой человек                     | Omul de aur                             |                                                          |
| 1978 | ф | Реванш                              | Revanşa                                 | режиссёр, сценарист, актёр (комиссар Тудор Миклован)     |
| 1978 | ф | Кто же миллиардер?                  | Nea Mărin miliardar                     | режиссёр                                                 |
| 1978 | ф | Приключения рыжего Майкла           | Mihail, câine de circ                   | режиссёр, актёр (Харли Кеннан)                           |
| 1979 | ф |                                     | Drumuri in cumpana                      | актёр (1-й секретарь партии Добре)                       |
| 1979 | ф | Последняя ночь любви                | Ultima noapte de dragoste               | режиссёр, сценарист, актёр                               |
| 1980 | ф | Капкан для наёмников                | Capcana mercenarilor                    | режиссёр, сценарист, актёр (майор Тудор Андрей)          |
| 1981 | ф | Комиссар полиции и малыш (Дуэль)    | Duelul                                  | режиссёр, сценарист, актёр (комиссар Тудор Миклован)     |
| 1982 | ф | Встреча                             | Întâlnirea                              | режиссёр, актёр (жандармский полковник)                  |
| 1982 | ф | Опасный поворот                     | Viraj periculos                         | режиссёр, актёр (полковник Петря)                        |
| 1983 | ф | Жестокий ринг                       | Ringul                                  | режиссёр, актёр (Андрей)                                 |
| 1985 | ф | Золотоискатели                      | Căutătorii de aur                       | режиссёр                                                 |
| 1985 | ф | Чуляндра                            | Ciuleandra                              | режиссёр, сценарист                                      |
| 1985 | ф | День Д                              | Ziua Z                                  | режиссёр, сценарист, актёр (генерал Фриснер)             |
| 1986 | ф | Мы, на линии фронта                 | Noi, cei din linia întâi                | режиссёр, актёр                                          |
| 1987 | ф | Франсуа Вийон                       | François Villon                         | режиссёр                                                 |
| 1989 | ф | Мирча                               | Mircea                                  | режиссёр, актёр (воевода Мирча I Старый)                 |
| 1989 | ф | Карпатская легенда                  | Legenda carpatina                       |                                                          |
| 1990 | ф | Огненная корона                     | Coroana de foc                          | режиссёр, актёр (капитан Гарун)                          |
| 1990 | ф | Вильгельм-Завоеватель               | Cucerirea Angliei                       | режиссёр                                                 |
| 1994 | ф | Зеркало — начало правды             | Oglinda — Inceputul adevarului          | режиссёр, сценарист, актёр (генерал Фриснер)             |
| 1996 | ф |                                     | Punctul zero                            | режиссёр, сценарист                                      |
| 1999 | ф | Треугольник смерти                  | Triunghiul mortii                       | режиссёр, сценарист, актёр (генерал Александру Авереску) |
| 2004 | ф | Восточный экспресс                  | Orient Express                          | режиссёр, сценарист, актёр (принц Андрей Морудзи)        |
| 2004 | ф | Афганистан                          | Afganistan                              | режиссёр                                                 |
| 2005 | ф | 15                                  | Cincisprezece                           | режиссёр, сценарист                                      |
| 2005 | ф |                                     | L' Homme presse / Un om grabit          | Hilarion de Bois Rose                                    |
| 2008 | ф | Оставшийся в живых                  | Supravieţuitorul                        | режиссёр, сценарист, актёр (комиссар Тудор Миклован)     |
| 2008 | ф | Дракула - музыкальная комедия       | Dracula — o comedie muzicala            | режиссёр                                                 |
| 2009 | ф | Кароль I                            | Carol I                                 | режиссёр, сценарист, актёр (князь Кароль I)              |
| 2010 | ф | Покер (фильм)                       | Poker                                   | режиссёр                                                 |
| 2013 | ф | Лупу                                | Lupu                                    | актёр (мудрый старик)                                    |

## Награды
- Кавалер ордена «За верную службу» (30 мая 2002 года)[3]
- Медаль «Румынская революция декабря 1989 года» (13 декабря 1991 года)[4]